# Atropacarus mirabilis
Atropacarus mirabilis är en kvalsterart som först beskrevs av Sandór Mahunka 1979.  Atropacarus mirabilis ingår i släktet Atropacarus och familjen Phthiracaridae. Inga underarter finns listade.